# Sân vận động Jalan Besar
Sân vận động Jalan Besar (tiếng Anh: Jalan Besar Stadium) là một sân vận động bóng đá có sức chứa 6.000 chỗ ngồi nằm ở Kallang, Singapore. Sân vận động là một phần của Trung tâm Thể thao và Giải trí Jalan Besar, một cơ sở thể thao cộng đồng bao gồm sân vận động và khu liên hợp bơi lội. Đây là sân nhà của câu lạc bộ Young Lions. Sân không được mở cửa để đặt trước công khai.
Sân vận động này được sử dụng cho các trận đấu của đội tuyển bóng đá quốc gia Singapore trong khi Sân vận động Quốc gia đang được xây dựng. Đội tuyển quốc gia đôi khi vẫn có thể tổ chức các trận đấu trên sân nhà ở đây thay thế cho Sân vận động Quốc gia.

## Vị trí
Sân vận động Jalan Besar nằm dọc theo Đường Tyrwhitt, trong phạm vi gần của đường lớn Jalan Besar, do đó sân có tên gọi như vậy.

## Lịch sử
Sân vận động ban đầu được khánh thành vào Ngày tặng quà năm 1929 và được coi là nơi sản sinh ra bóng đá Singapore. Các trận đấu Cúp bóng đá Malaya được diễn ra tại sân vận động từ năm 1932 đến năm 1966, và các trận đấu Cúp bóng đá Malaysia từ năm 1967 đến năm 1973.
Trong thời kỳ Nhật Bản chiếm đóng, nơi đây là một trong những địa điểm diễn ra cuộc thảm sát Túc Thanh. Trong chiến tranh, sân vẫn được mở cửa và cũng được sử dụng như một trung tâm ngôn ngữ để dạy tiếng Nhật.
Năm 1964, một cuộc mít tinh lớn được tổ chức tại sân vận động để bày tỏ thương tiếc trước cái chết của Thủ tướng Ấn Độ Jawaharlal Nehru.
Sân vận động này cũng là nơi tổ chức nhiều sự kiện lớn trong lịch sử của Singapore, chẳng hạn như là địa điểm tổ chức Lễ hội Thanh niên Singapore đầu tiên vào năm 1955, Ngày Lực lượng Vũ trang Singapore đầu tiên vào năm 1969 và Lễ diễu hành Ngày Quốc khánh vào năm 1984.
Vào tháng 12 năm 1999, sân vận động ban đầu được đóng cửa để xây dựng lại. Sân vận động mới sau đó được khánh thành vào tháng 6 năm 2003 với sức chứa 6.000 chỗ ngồi. Vị trí sân được giữ nguyên vị trí chính xác như sân vận động trước đây.
Năm 2006, theo kế hoạch GOAL của FIFA, mặt cỏ của sân vận động đã được thay thế bằng cỏ FIFA 1 Star Recommended, một loại cỏ nhân tạo. Chi phí lắp đặt lại mặt cỏ trị giá 1 triệu đô la được tài trợ bởi Chương trình Mục tiêu FIFA và Kế hoạch Hỗ trợ Tài chính FIFA. Vào năm 2008, mặt sân của sân vận động đã được làm lại với chi phí 400.000 USD, với cỏ nhân tạo FIFA 2 Star Recommended, một loại cỏ nhân tạo có chất lượng tốt hơn. Chi phí tái lắp đặt hoàn toàn do FIFA đài thọ, theo Dự án Mục tiêu thứ hai của FIFA.
Sân vận động này cũng tổ chức các trận đấu S.League được chiếu 'Trực tiếp' trên truyền hình cáp StarHub vào thứ Năm hàng tuần.
Vào ngày 24 tháng 7 năm 2010, Burnley F.C. đã thi đấu với đội tuyển chọn lọc Singapore tại FIS Asian Challenge Cup được tổ chức tại sân vận động. Singapore thua trận đấu với tỷ số 0–1.
Trong Thế vận hội Trẻ Mùa hè 2010 được tổ chức tại Singapore, đây là địa điểm được chỉ định cho cả môn thi đấu bóng đá nam và nữ.
Là một phần của sự tài trợ cho LionsXII bởi Kingsmen, khán đài King George được xây dựng vào năm 2012, được sử dụng làm một khán đài tạm thời, nâng sức chứa của sân vận động lên 8.000 chỗ ngồi.
Vào ngày 30 tháng 10 năm 2012, một bảng điểm LED độ nét cao mới đã được lắp đặt tại Gallery để cung cấp hình ảnh chất lượng tốt hơn cho khán giả vì bảng điểm có thể phát lại các video nổi bật về các pha bóng trên sân. Hai màn hình mới cũng được đặt ở hai đầu của khán đài chính, Bắc và Nam, để mang lại trải nghiệm trận đấu tốt hơn cho người hâm mộ Gallery.
Vào ngày 22 tháng 5 năm 2013, Atlético Madrid đã có trận đấu với đội tuyển chọn lọc Singapore trong Cúp Từ thiện Peter Lim được tổ chức tại sân vận động. Singapore thua trận đấu với tỷ số 0–2.

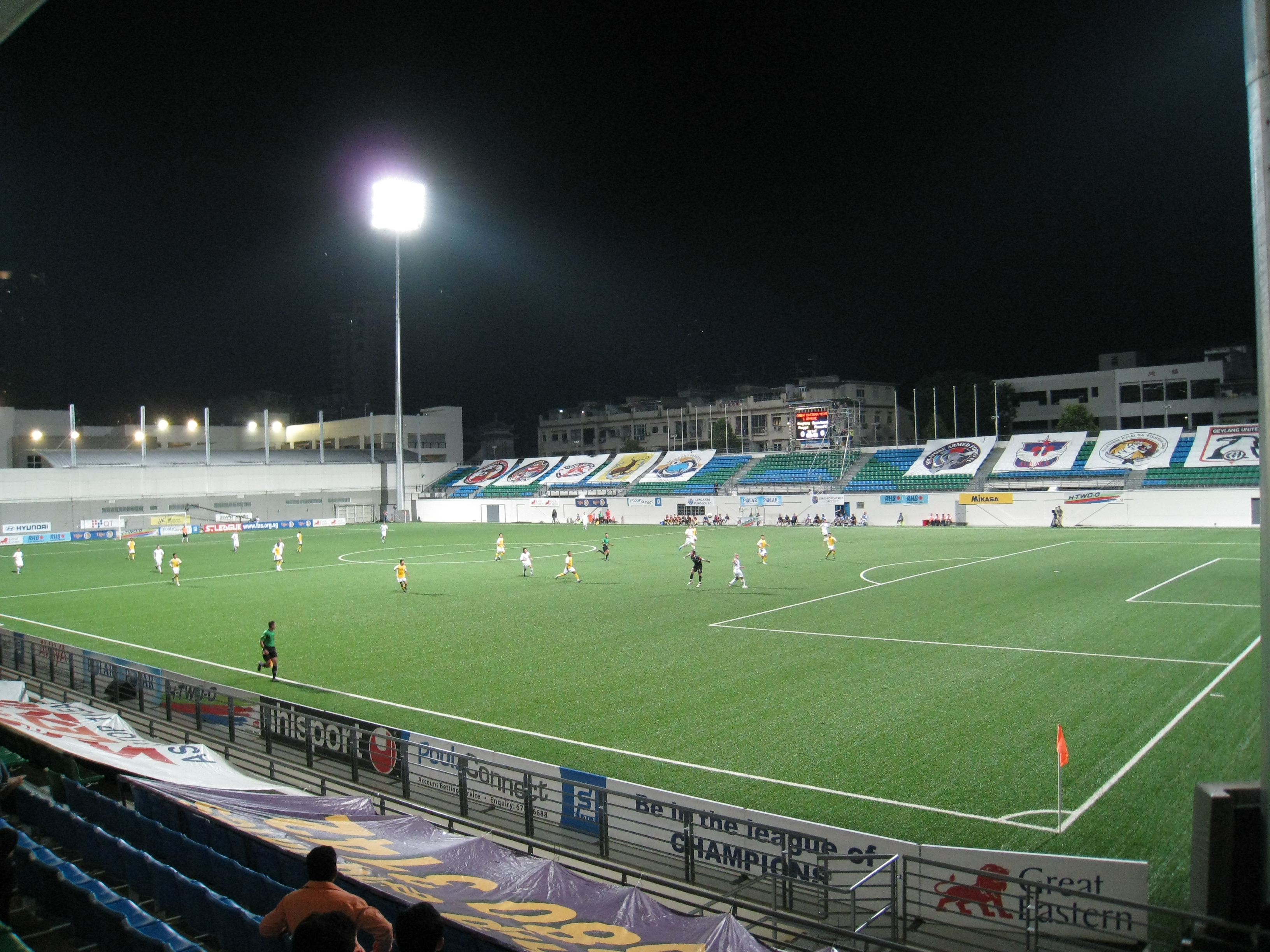

## Giao thông
Sân vận động Jalan Besar nằm gần ga MRT Jalan Besar, nhưng cách dễ nhất để đến đó là đi bằng xe buýt hoặc taxi.

## Các trận đấu bóng đá quốc tế

### Giải vô địch bóng đá Đông Nam Á 2007
| Ngày                | Thời gian (UTC+07) | Đội #1   | Kết quả | Đội #2 | Vòng      | Khán giả |
| ------------------- | ------------------ | -------- | ------- | ------ | --------- | -------- |
| 17 tháng 1 năm 2007 | 20:00              | Việt Nam | 9–0     | Lào    | Vòng bảng | 1.005    |

### Giải vô địch bóng đá Đông Nam Á 2012
| Ngày                 | Thời gian (UTC+07) | Đội #1    | Kết quả | Đội #2      | Vòng              | Khán giả |
| -------------------- | ------------------ | --------- | ------- | ----------- | ----------------- | -------- |
| 12 tháng 12 năm 2012 | 20:00              | Singapore | 1–0     | Philippines | Bán kết lượt về   |          |
| 19 tháng 12 năm 2012 | 20:00              | Singapore | 3–1     | Thái Lan    | Chung kết lượt đi |          |

### Đại hội Thể thao Đông Nam Á 2015
| Ngày                | Thời gian (UTC+07) | Đội #1      | Kết quả | Đội #2      | Vòng      | Khán giả |
| ------------------- | ------------------ | ----------- | ------- | ----------- | --------- | -------- |
| 1 tháng 6 năm 2015  | 20:30              | Philippines | 0–1     | Singapore   | Vòng bảng |          |
| 2 tháng 6 năm 2015  | 20:30              | Myanmar     | 4–2     | Indonesia   | Vòng bảng |          |
| 3 tháng 6 năm 2015  | 20:30              | Campuchia   | 3–1     | Philippines | Vòng bảng |          |
| 4 tháng 6 năm 2015  | 20:30              | Singapore   | 1–2     | Myanmar     | Vòng bảng |          |
| 6 tháng 6 năm 2015  | 20:30              | Indonesia   | 6–1     | Campuchia   | Vòng bảng |          |
| 7 tháng 6 năm 2015  | 20:30              | Philippines | 1–5     | Myanmar     | Vòng bảng |          |
| 7 tháng 6 năm 2015  | 20:30              | Philippines | 1–5     | Myanmar     | Vòng bảng |          |
| 8 tháng 6 năm 2015  | 20:30              | Campuchia   | 1–3     | Singapore   | Vòng bảng |          |
| 9 tháng 6 năm 2015  | 20:30              | Indonesia   | 2–0     | Philippines | Vòng bảng |          |
| 10 tháng 6 năm 2015 | 20:30              | Myanmar     | 3–3     | Campuchia   | Vòng bảng |          |
| 11 tháng 6 năm 2015 | 20:30              | Singapore   | 0–1     | Indonesia   | Vòng bảng |          |

### Vòng loại World Cup 2022
| Ngày                | Đội tuyển | Kết quả | Đội tuyển |
| ------------------- | --------- | ------- | --------- |
| 10 tháng 9 năm 2019 | Singapore | 2–1     | Palestine |

### Giải vô địch bóng đá Đông Nam Á 2022
| Ngày                 | Thời gian (UTC+07) | Đội #1    | Kết quả | Đội #2   | Vòng      | Khán giả |
| -------------------- | ------------------ | --------- | ------- | -------- | --------- | -------- |
| 24 tháng 12 năm 2022 | 18:00              | Singapore | 3–2     | Myanmar  | Vòng bảng | 5.370    |
| 30 tháng 12 năm 2022 | 20:30              | Singapore | 0–0     | Việt Nam | Vòng bảng | 5.434    |

### Giải vô địch bóng đá ASEAN 2024
| Ngày                 | Thời gian (UTC+07) | Đội #1    | Kết quả | Đội #2   | Vòng            | Khán giả |
| -------------------- | ------------------ | --------- | ------- | -------- | --------------- | -------- |
| 26 tháng 12 năm 2024 | 21:00              | Singapore | 0–2     | Việt Nam | Bán kết lượt đi | 5.233    |